# Maurice Huisman
Pour les articles homonymes, voir Huisman.
Maurice Huisman, né à Bruxelles le 2 juin 1912 et mort à Braine-l'Alleud le 22 juillet 1993 dans un accident de voiture, est un directeur d'opéra.

## Biographie
Chimiste de formation, il participe, avec son frère Jacques, à l'aventure des « Comédiens routiers », les précurseurs du Théâtre national de Belgique créé en 1945,.
Lorsqu'en 1959 il succède à Joseph Rogatchewsky à la tête du Théâtre royal de la Monnaie (TRM), il développe une politique d'échanges internationaux et d'élargissement du public, en se tournant surtout vers les jeunes. La même année, il fait venir à Bruxelles Maurice Béjart et quelques-uns de ses danseurs, afin de revitaliser la troupe de ballet de La Monnaie, pour la création du Sacre du printemps qui remporte un immense succès. Dans la foulée, Huisman et Béjart fondent le Ballet du XXe siècle en 1960. Désirant élargir l’audience de la compagnie, ils sortent la danse du Théâtre de la Monnaie pour présenter au Cirque Royal, en 1961, Les Quatre Fils Aymon, le premier grand succès populaire du chorégraphe. Ce ballet est suivi par beaucoup d'autres, qui font de la Monnaie l'une des premières scènes chorégraphiques d'Europe.
Mais Huisman n'en délaisse pas pour autant les productions lyriques. Il fait appel à des metteurs en scène de renom, tels que Franco Zeffirelli (Rigoletto et Falstaff), Jean-Pierre Ponnelle (divers opéras de Rossini), ou Wieland Wagner (Tristan et Isolde, dont la première a lieu à Bruxelles avant Bayreuth).
Bien qu'il préfère donner une chance à de jeunes artistes et à des productions originales, Huisman invite cependant de nombreuses divas, comme Victoria de los Angeles, Elisabeth Schwarzkopf, Mario Del Monaco, José Carreras et José van Dam. En 1968, il fait confiance à Jacques Brel pour la première version française de L'Homme de la Mancha, adaptation de la comédie musicale Man of La Mancha de Dale Wasserman, jouée à Broadway en 1965. La première a lieu à la Monnaie le 4 octobre 1968 et ensuite à Paris en décembre.
Huisman porte également une oreille attentive au renouveau de la musique baroque (Rameau, Cavalli, Monteverdi) et aux œuvres du XXe siècle (Janáček, Alban Berg, Dario Fo, Philip Glass, Bob Wilson).